# Staurorhectus longicornis
Staurorhectus longicornis är en insektsart som beskrevs av Giglio-tos 1897. Staurorhectus longicornis ingår i släktet Staurorhectus och familjen gräshoppor.

## Underarter
Arten delas in i följande underarter:
- S. l. longicornis
- S. l. variegatus